# Pegairòlas de l'Escaleta
Pegairòlas de l'Escaleta (en francès Pégairolles-de-l'Escalette) és un municipi occità del Llenguadoc situat al departament de l'Erau, a la regió d'Occitània.